# Andrija Bakarčić
Andrija Bakarčić (Rijeka, 6. svibnja 1854. − Maribor, 19. siječnja 1920.), hrvatski javni radnik, odvjetnik i političar

## Životopis
Rodio se je u Rijeci 1854. godine. Završio za odvjetnika. Bio na glasu kao branitelj hrvatskih prava u Rijeci. Prijatelj Frana Supila. Višekratni saborski zastupnik. Kad je pala Austro-Ugarska, izabran je za predsjednika Narodnog vijeća Bakar - Sušak.